# Robert Cazala
Robert Cazala (* 7. Januar 1934 in Bellocq; † 18. Februar 2023 in Orthez) war ein französischer Radrennfahrer.

## Sportliche Laufbahn
Als Amateur konnte er 1955 zwei Etappen der Route de France gewinnen. Er startete für die Vereine UC Orthez und Cyclo-Club béarnais.
1958 wurde er Berufsfahrer im Radsportteam Mercier-BP-Hutchinson, in dem er bis zum Ende seiner Karriere als Radprofi 1968 fuhr. Dort war er vor allem Domestik für Raymond Poulidor. Seine bedeutendsten sportlichen Erfolge waren die Etappensiege in der Tour de France 1959, 1961 und zweimal 1962. An sechs Tagen trug er das Gelbe Trikot. 1959 und 1960 gewann er die Tour de Champagne, wobei er insgesamt zu zwei Etappenerfolgen kam. 1961 gewann er mit der Tour de Var eine weitere Rundfahrt.
Cazala gewann Etappen im Grand Prix Midi Libre 1959, 1960, 1961 (zweifach) und 1964, in der Tour du Sud-Est 1960 und 1962, in der Tour du Var 1961, im Circuit du Provence 1962.
Achtmal fuhr er die Tour de France, dreimal die Vuelta a España.
Cazala starb am 18. Februar 2023 im Alter von 89 Jahren.

## Grand-Tour-Platzierungen
| Grand Tour            | 1959 | 1960 | 1961 | 1962 | 1963 | 1964 | 1965 | 1966 | 1967 |
| --------------------- | ---- | ---- | ---- | ---- | ---- | ---- | ---- | ---- | ---- |
| Vuelta a EspañaVuelta | –    | –    | –    | –    | –    | 13   | 28   |      | 73   |
| Giro d’ItaliaGiro     | –    | –    | –    | –    | –    | –    | –    | –    | –    |
| Tour de FranceTour    | 32   | DNF  | 40   | 22   | 30   | 59   | 64   | 80   | –    |